# Orizzonte antico
L'orizzonte antico, chiamato anche orizzonte formativo, è una fase della protostoria della regione andina centrale caratterizzata dall'espansione dell'influenza culturale chavín. La datazione di questo periodo, inizialmente indicata tra il 1400 a.C. e il 400 a.C., è stata in seguito spostata tra il 900 a.C. e il 200 a.C.
Con il tramonto della civiltà Chavín e la nascita nella zona di diverse culture locali si ha la fine dell'orizzonte antico e l'insorgere del successivo periodo intermedio antico.

## Cronologia
In un articolo del 1962, l'archeologo statunitense John Howland Rowe propose l'introduzione di uno schema cronologico che riassumesse le varie fasi della protostoria nella regione andina centrale. La proposta indicata prevedeva la suddivisione del periodo successivo alla comparsa della ceramica in tre orizzonti e due periodi intermedi; i primi erano caratterizzati dalla presenza di una o due culture dominanti, mentre i secondi contrassegnavano fasi temporali nelle quali diverse culture regionali si sviluppavano su territori limitati. La classificazione di Rowe, dopo un periodo iniziale seguito all'introduzione della ceramica, individuava un orizzonte antico contrassegnato dal dominio culturale chavín.
La datazione di questa fase protostorica, inizialmente indicata tra il 1400 a.C. e il 400 a.C., è stata successivamente spostata da Edward Lanning tra il 900 a.C. e il 200 a.C.; questo intervallo di tempo è ancora largamente accettato.

## Caratteristiche principali
Gli archeologi hanno stabilito una distinzione tra i siti costieri appartenenti al periodo iniziale e i primi reperti della cultura Chavín, che denotano l'esistenza di una complessa organizzazione sociale; nei siti sepolcrali si nota l'apparizione di offerte di oggetti di lusso quali conchiglie, ossidiane e artefatti in argento e in oro. Esiste tuttavia una certa continuità tra le due fasi successive all'introduzione della ceramica nella regione: l'agricoltura, che aveva raggiunto la massima domesticazione delle specie in precedenza, subì un ulteriore sviluppo con la costruzione di canali di irrigazione, mentre la possibilità di immagazzinare i raccolti portò ad un aumento della popolazione e alla costruzione di architetture monumentali.
Il sito archeologico di Chavín de Huantar presenta i resti di un monumentale centro religioso, forse un oracolo, nel quale gli scavi hanno distinto varie fasi di produzione ceramica; per l'ultima di queste, chiamata Janabarriu, è attestata in un'ampia zona delle Ande centrali. Il fatto ha portato gli studiosi a ipotizzare una grande influenza culturale di tale insediamento. Anche se in passato è stato supposto che Chavín de Huantar fosse il principale centro di una vera e propria civiltà distribuita in una vasta regione andina, si tende oggi a considerare il sito un centro religioso di influenza più ristretta.
La cultura Chavín ebbe il suo apice attorno al 500 a.C., data attorno alla quale si registra il declino dei siti presenti sulla costa e l'abbandono delle funzioni rituali a Chavín de Huantar. Negli ultimi due secoli dell'orizzonte antico si assiste a un incremento di opere di fortificazione, segno dell'insorgenza dei cambiamenti economici e sociali che porteranno in breve alla frammentazione sociale e culturale del periodo intermedio antico, durante il quale sorsero diverse civiltà in ambito regionale (Moche, Recuay, Nazca, Gallinazo).